# Morning Musume Concert Tour 2006 Spring ~Rainbow Seven~
Albums de Morning Musume
Concert Tour 2005 Natsu Aki
(2005) Concert Tour 2006 Aki
(2006)
Morning Musume Concert Tour 2006 Spring ~Rainbow Seven~ (モーニング娘。コンサートツアー2006春 ~レインボーセブン~) est une vidéo musicale (DVD) du groupe de J-pop Morning Musume, la quatorzième d'un concert du groupe.

## Présentation
La vidéo sort au format DVD le 19 juillet 2006 au Japon sous le label zetima (elle sera rééditée au format Blu-Ray le 6 novembre 2013). Le DVD atteint la 2e place à l'Oricon, et reste classé pendant huit semaines, pour un total de 12 469 exemplaires vendus durant cette période.
Le concert avait été filmé deux mois auparavant, le 7 mai 2006, dans la salle Saitama Super Arena, en promotion de l'album Rainbow 7 dont tous les titres sont interprétés, ainsi que d'autres titres plus anciens. Treize d'entre eux sont sortis en singles (dont trois en "face B"), dont celui du dernier single en date : Sexy Boy ~Soyokaze ni Yorisotte~. Huit titres ne sont interprétés que par quelques membres du groupe, dont un en solo par Ai Takahashi. Une autre membre, Miki Fujimoto, interprète aussi en solo un titre issu de son album solo Miki 1 de 2003.

## Membres
- 4e génération : Hitomi Yoshizawa
- 5e génération : Ai Takahashi, Asami Konno, Makoto Ogawa, Risa Niigaki
- 6e génération : Miki Fujimoto, Eri Kamei, Sayumi Michishige, Reina Tanaka
- 7e génération : Koharu Kusumi

## Liste des titres
| 1.  | Opening |  |
| 2.  | How Do You Like Japan? ~Nihon wa Donna Kanji Dekka?~ (HOW DO YOU LIKE JAPAN ~日本はどんな感じでっか?~) (de Rainbow 7)                  |  |
| 3.  | The Manpower! (THE マンパワー!!!) (de l'album Rainbow 7)                                                                               |  |
| 4.  | Go Girl ~Koi no Victory~ (Go Girl ~恋のヴィクトリー~) (de la compilation Best! Morning Musume 2)                                       |  |
| 5.  | VTR - Member Introduction |  |
| 6.  | Sexy Boy ~Soyokaze ni Yorisotte~ (SEXY BOY ~そよ風に寄り添って~) (de l'album Sexy 8 Beat à venir)                                      |  |
| 7.  | Purple Wind (パープルウインド) (de l'album Rainbow 7)                                                                                  |  |
| 8.  | MC 1 (présentation) |  |
| 9.  | Iroppoi Jirettai (色っぽい じれったい) (de l'album Rainbow 7)                                                                          |  |
| 10. | Ai Araba It's All Right (愛あらばIT'S ALL RIGHT) (de la compilation Best! Morning Musume 2)                                            |  |
| 11. | Tomodachi ga Ki ni Itteru Otoko Kara no Dengon (友達(♀)が気に入ってる男からの伝言) (sauf Michishige et Kusumi) (de l'album No.5)       |  |
| 12. | MC 2 (présentation) |  |
| 13. | Rainbow Pink (レインボーピンク) (par Shige-pink et Koha-pink) (de l'album Rainbow 7)                                                   |  |
| 14. | Giniro no Eien (銀色の永遠) (par Miki Fujimoto ; de son album Miki 1)                                                                  |  |
| 15. | Nature is Good! (NATURE IS GOOD!) (par Yoshizawa, Takahashi, Konno, Ogawa, Niigaki, Kamei, Tanaka) (du single Osaka Koi no Uta)        |  |
| 16. | MC 3 (présentation) |  |
| 17. | Mushoku Tōmei na Mama de (無色透明なままで) (par Yoshizawa, Takahashi, Konno, Ogawa, Fujimoto) (de l'album Rainbow 7)                  |  |
| 18. | Osaka Koi no Uta (大阪 恋の歌) (par Ai Takahashi) (de l'album Rainbow 7)                                                               |  |
| 19. | Lemon Iro to Milk Tea (レモン色とミルクティ) (par Niigaki, Kamei, Michishige, Tanaka, Kusumi) (de l'album Ai no Dai 6 Kan)             |  |
| 20. | Aozora ga Itsumademo Tsuzuku Yō na Mirai de Are! (青空がいつまでも続くような未来であれ!) (de l'album Rainbow 7)                        |  |
| 21. | The Peace! (ザ☆ピ~ス!) (de l'album 4th Ikimasshoi!)                                                                                    |  |
| 22. | Indigo Blue Love (INDIGO BLUE LOVE) (par Niigaki, Kamei, Tanaka) (de l'album Rainbow 7)                                                |  |
| 23. | Koi wa Hassō Do The Hustle! (恋は発想...) (par Yoshizawa, Takahashi, Konno, Ogawa, Fujimoto, Michishige, Kusumi) (du single Chokkan 2) |  |
| 24. | Chokkan 2 ~Nogashita Sakana wa Ōkiizo!~ (直感2 ~逃がした魚は大きいぞ!~) (de l'album Rainbow 7)                                         |  |
| 25. | MC 4 (présentation) |  |
| 26. | Joshi Kashimashi Monogatari 3 (女子かしまし物語3) (de l'album Rainbow 7)                                                               |  |
| 27. | Roman ~My Dear Boy~ (浪漫 ~MY DEAR BOY~) (de l'album Ai no Dai 6 Kan)                                                                  |  |
| 28. | Nanni mo Iwazu ni I Love You (何にも言わずに I LOVE YOU) (de l'album 4th Ikimasshoi!)                                                  |  |
| 29. | MC 5 (présentation) |  |
| 30. | Love & Peace! Hero ga Yattekita. (ラブ＆ピィ~ス! HEROがやって来たっ。) (du single The Manpower!)                                       |  |
| 31. | Sayonara See You Again Adios Bye Bye Chaccha! (さよなら SEE YOU AGAIN アディオス BYE BYE チャッチャ!) (de l'album Rainbow 7)           |  |